# Mădârjac
Mădârjac è un comune della Romania di 1 532 abitanti, ubicato nel distretto di Iași, nella regione storica della Moldavia.
Il comune è formato dall'unione di 4 villaggi: Bojila, Frumușica, Mădârjac.